# *〜アスタリスク〜
「＊〜アスタリスク〜」は、日本のミクスチャー・ロックバンド、ORANGE RANGEの通算9枚目のシングル。

## 解説
- ORANGE RANGEのシングル作品では最大の初動売上を記録した。累計売上では、「花」に続く2番目。
- NAOTOのクレジット欄は「programing,synthesizer,guitar」だった。

## 収録内容
| 全作詞・作曲: ORANGE RANGE。 |                                             |              |              |      |
| #                            | タイトル                                    | 作詞         | 作曲・編曲   | 時間 |
| 1.                           | 「＊〜アスタリスク〜」                      | ORANGE RANGE | ORANGE RANGE | 4:13 |
| 2.                           | 「ミッションin大作戦」                      | ORANGE RANGE | ORANGE RANGE | 2:58 |
| 3.                           | 「スパイラル」                              | ORANGE RANGE | ORANGE RANGE | 4:15 |
| 4.                           | 「＊〜アスタリスク〜 (ロマンティックVer.)」 | ORANGE RANGE | ORANGE RANGE | 6:02 |
| 合計時間:                    | 合計時間:                                   | 17:28        |              |      |

## 楽曲解説
1. ＊〜アスタリスク〜
テレビ東京系アニメ『BLEACH』初代オープニングテーマ。なお、『BLEACH』の曲の中で、最大の売上を記録している。
このシングル版は新録であり、アニメに使用されたものとは大きく異なる[注釈 1]。本作の発売が2005年（平成17年）2月であるのに対し、アニメの放送は2004年（平成16年）10月であることから、アニメに使用された音源はデモ音源であると思われる。『BLEACH THE BEST』にはアニメ版ではなくシングル版が収録されている。
インディーズ時代からあった曲であり、その当時の曲名は「星」。その後、「タイトルが記号って何か面白いんじゃない?」というメンバーの思いつきにより今の「＊〜アスタリスク〜」となる。「上海ハニー」とともにデビューシングル候補にあがっていた曲である。
『Squeezed』にリミックスバージョンが収録されている。
PV撮影は真冬の夜に行われ、あまりにも寒いため、懐炉を使用しながら撮影した。
2. ミッションin大作戦
『1st CONTACT』に収録されている「ミッションinポッピプル」の続編的作品。今回は刑事目線の物語となっている。
『裏 SHOPPING』には「ミッションinポッピプル」と共に収録されている。
3. スパイラル
YOHはこの曲の事を「軽めのラウドロック」と語っている。
4. ＊〜アスタリスク〜 (ロマンティックVer.)
出川哲朗による朗読バージョン。彼を起用したのは、NAOTOが出川のファンであるから。ちなみに、オファーを受けた出川は、ドッキリ映像企画と思っていたらしく、このことを妻に伝えたところ、「ORANGE RANGEがあなたのファンなはずないじゃない!ドッキリに決まってるわよ!」と強く言われたという。

## カバー
＊〜アスタリスク〜
- 藤井隆 - 上海大腕（2006年4月26日[注釈 2][1]）
- 黒崎一護（森田成一） - 「ブリコン 〜BLEACH CONCEPT COVERS〜」（2010年12月15日発売）に収録。
- SCANDAL - シングル「HARUKAZE」（2012年2月22日に発売）の初回生産限定盤Bに収録。
- BLAST - ゲーム『バンドやろうぜ!』に収録され、2017年5月17日から楽曲のみのストリーミング配信も開始した[2]。
- JABBA DA FOOTBALL CLUB - アルバム『JABBA DA FOOTBALL CLUB』（2021年3月10日に発売）に収録[3]。
- Argonavis - 『ARGONAVIS Cover Collection -Mix-』（2021年11月17日発売）に収録。
- Merm4id - 「D4DJ Groovy Mix カバートラックス vol.4」(2022年7月20日発売）に収録。
- Poppin'Party［戸山香澄（愛美）］ - ゲーム『バンドリ! ガールズバンドパーティ!』に収録（2023年3月17日追加[4]）。